# Bunnerfjällen

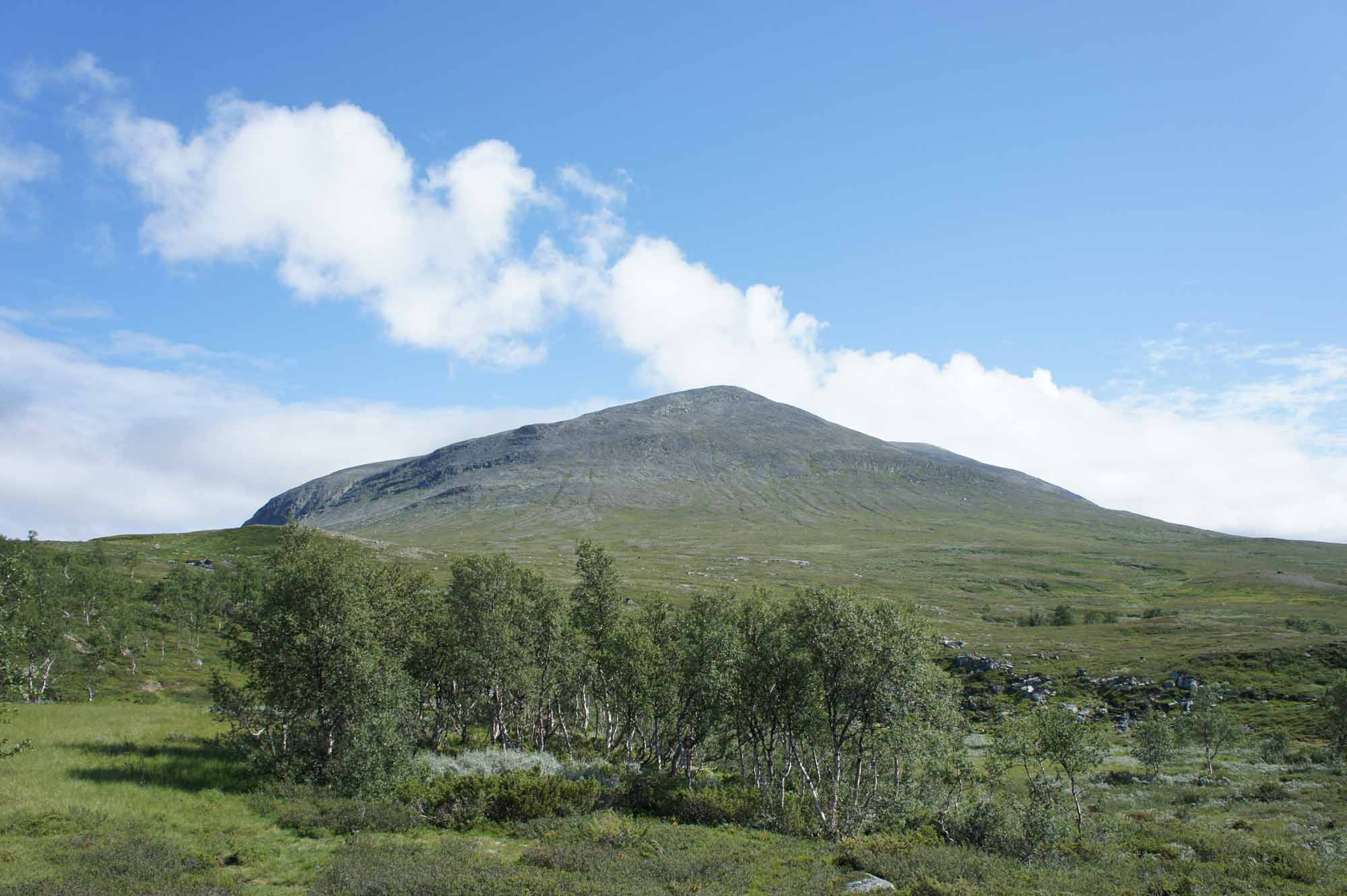
Västra Bunnerstöten 1545 m ö h

Bunnerfjällen är ett fjällmassiv i Jämtland, Åre kommun, beläget i området mellan Storulvån och Vålådalen. Massivet består av flera höga toppar där Västra Bunnerstöten (1545 m ö.h.) och Östra Bunnerstöten (1502 m ö.h.) är de högsta. I Bunnerfjällen rinner ån Bunnran fram och där finns också Bunnersjöarna. Dessa däms upp av en hög ås. Fjällmassivet är relativt ödsligt trots sin närhet till både Storulvån och Vålådalen, då inga leder finns i området. Massivet ligger inom Vålådalens naturreservat.

## Geologi
Norr om Bunnersjöarna finns ett flertal parallella moränryggar, något som inte finns i fjällvärlden i övrigt.

## Flora
I dalgången Västra Bunnerskalet är floran rik. Här finns gullspira samt orkidéer som dvärgnycklar och vityxne.

## Fågelliv
Bunnerfjällen har ett rikt fågelliv. Här finns alfågel, sjöorre, bergand, skärsnäppa och större strandpipare.